# Fliegenwedel

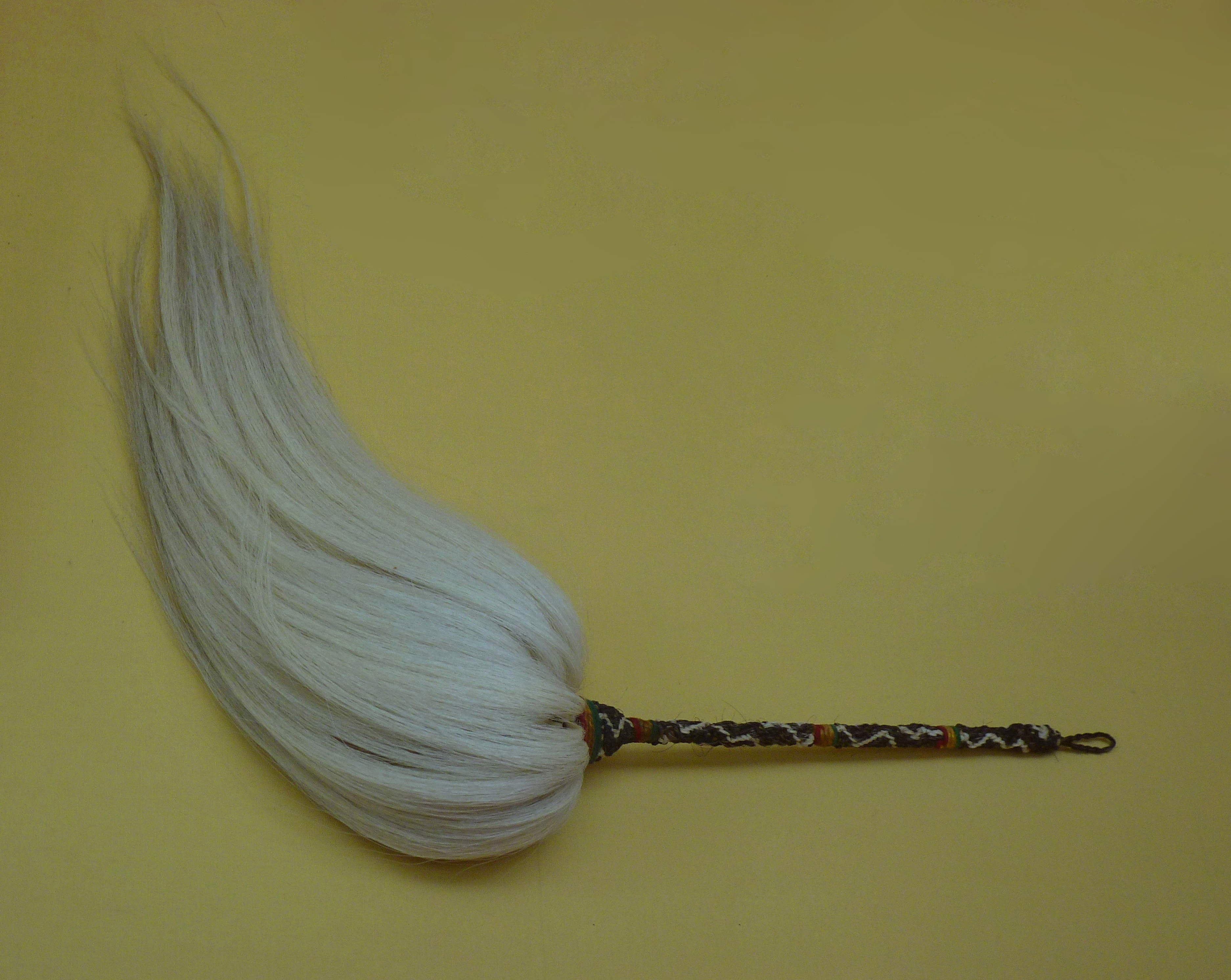
Fliegenwedel aus Affenhaar, Äthiopien

Ein Fliegenwedel (englisch fly whisk, französisch Chasse-mouche, Hindi chāmara) ist ein einfaches Hilfsmittel zum Verscheuchen kleiner Fluginsekten. Im Lauf der Zeit entwickelte es sich in verschiedenen Regionen der Welt, vor allem aber in weiten Teilen Schwarzafrikas und Südostasiens, zu einem Hoheits- oder gar Herrschaftssymbol.

## Form und Material

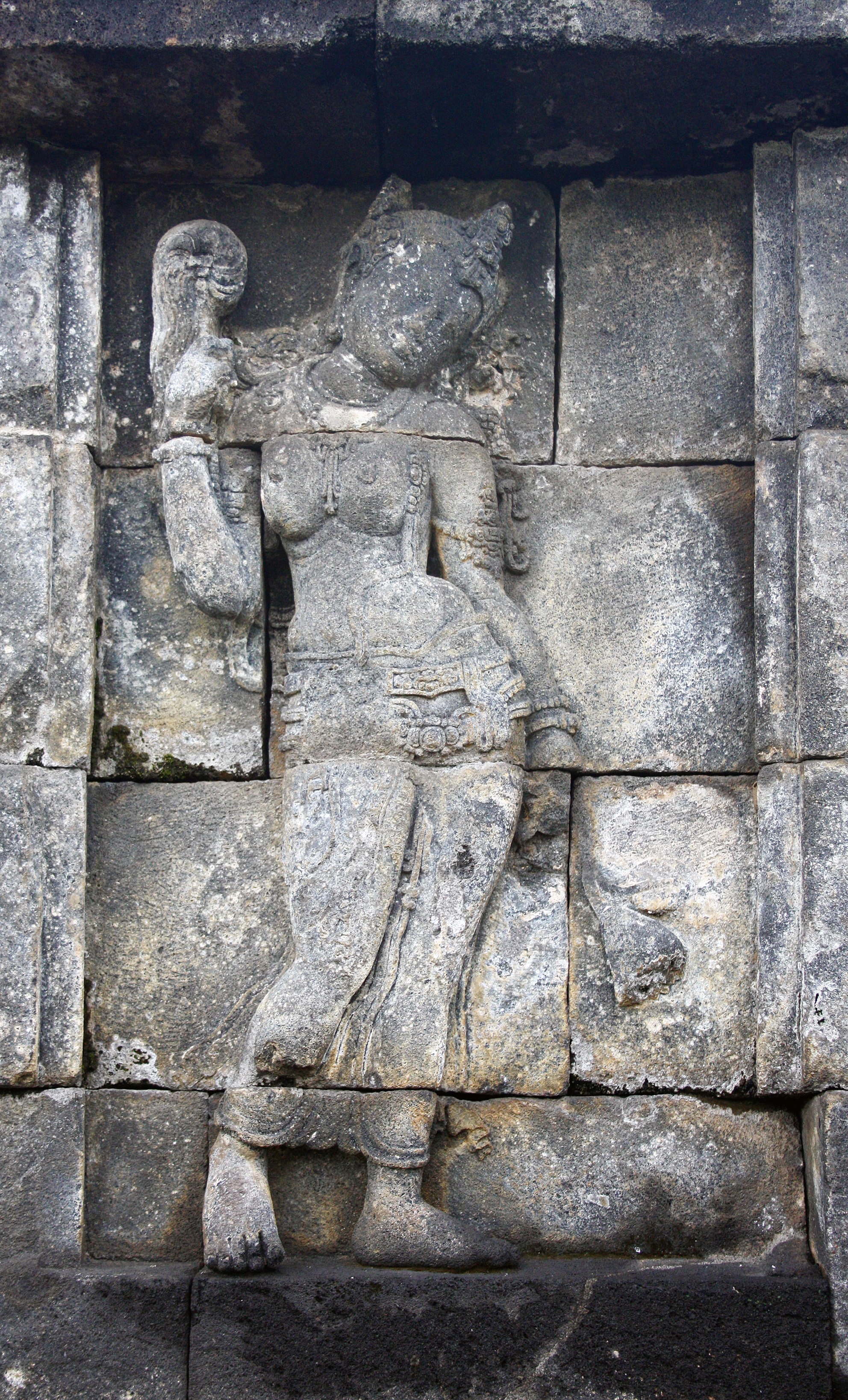
Dienerin mit Fliegenwedel auf einem Relief des Borobudur, Java (um 800)

Anders als eine Fliegenklatsche besteht ein Fliegenwedel üblicherweise aus einem Bündel von an einem Ende zusammengebundener Gräser, Tierhaare etc.; dadurch werden die Insekten nicht getötet, sondern lediglich verjagt. Der meist umflochtene, manchmal sogar aus Metall oder Elfenbein bestehende Griff kann durchaus kunstvoll verziert sein; eine Öse oder Schlaufe diente zum Aufhängen des Geräts an der Wand oder zum besseren Festhalten.

## Geschichte
Fliegenwedel sind seit Jahrtausenden bekannt und waren ursprünglich einfache Hilfsmittel für den Hausgebrauch. Doch schon bald überließ man es Sklaven oder Dienern, bei den Mahlzeiten oder bei sonstigen Veranstaltungen für die Vertreibung von Mücken, Fliegen etc. zu sorgen; auf diese Weise behielten der Hausherr und seine Gäste beide Hände frei. In Darstellungen aus späterer Zeit stehen die Diener oft hinter oder neben den auf einem Thron sitzenden lokalen oder überregionalen Herrschern und Göttern und sorgten mit den – manchmal auch parfümierten – Wedeln für Wohlgerüche und eine leicht kühlende Luftbewegung.

## Kunst

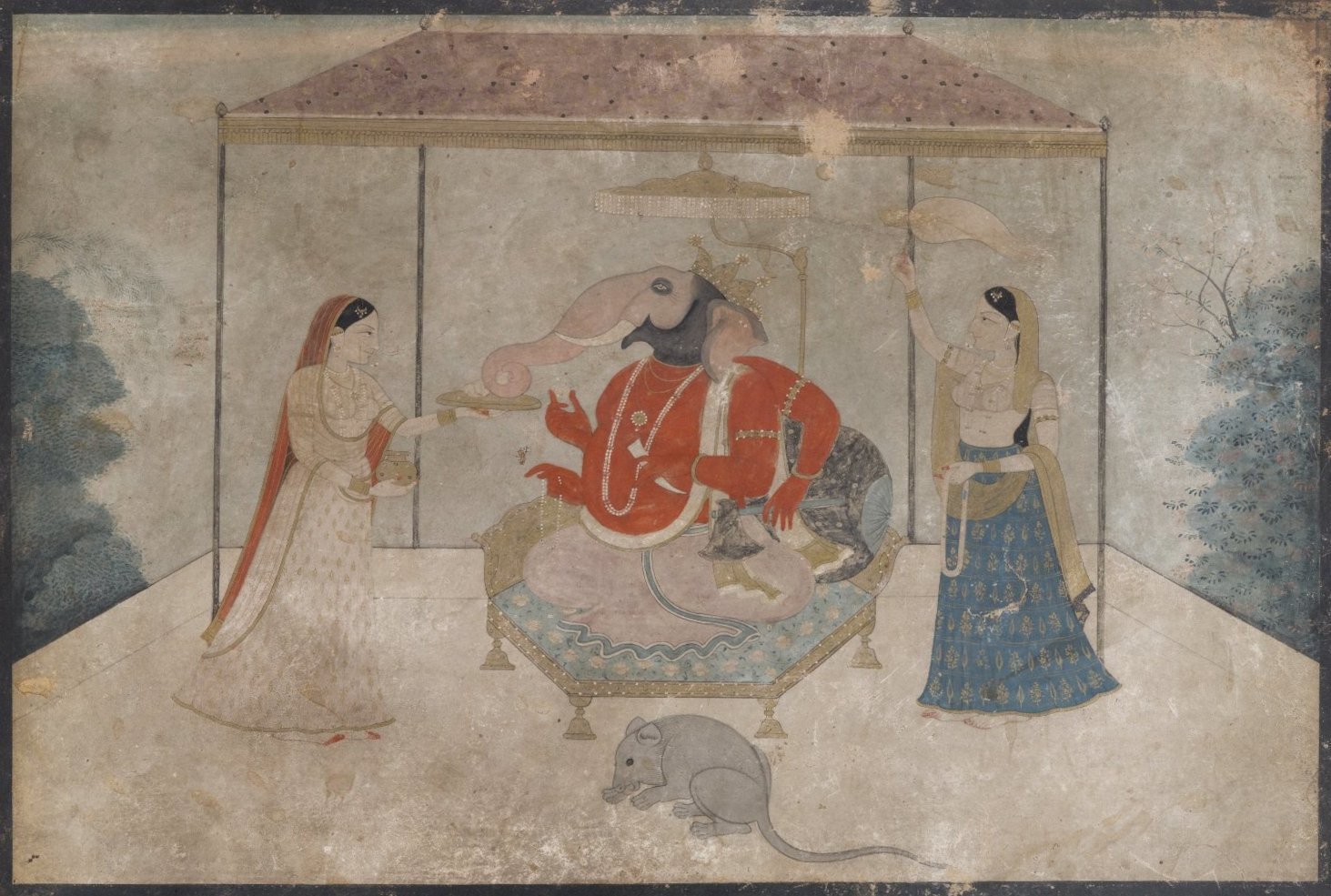
Hindu-Gottheit Ganesha mit zwei Dienerinnen (um 1800)

In der buddhistischen, jainistischen und hinduistischen Kunst Asiens werden – zumeist von  Dienern oder Dienerinnen gehaltene – Fliegenwedel häufig abgebildet. Heutzutage halten buddhistische Mönche oder Sikh-Gelehrte die Wedel in der Regel selbst.

## Sonstiges
Der Affront mit dem Fliegenwedel von Dey Hussein ging im Jahr 1827 als diplomatischer Skandal in die Geschichte der algerisch-französischen Beziehungen ein.